# Anisodon acutirostris
Anisodon acutirostris är en bladmossart som beskrevs av W. P. Schimper in B.S.G. 1852. Anisodon acutirostris ingår i släktet Anisodon, klassen egentliga bladmossor, divisionen bladmossor och riket växter. Inga underarter finns listade i Catalogue of Life.